# Signora del Vento

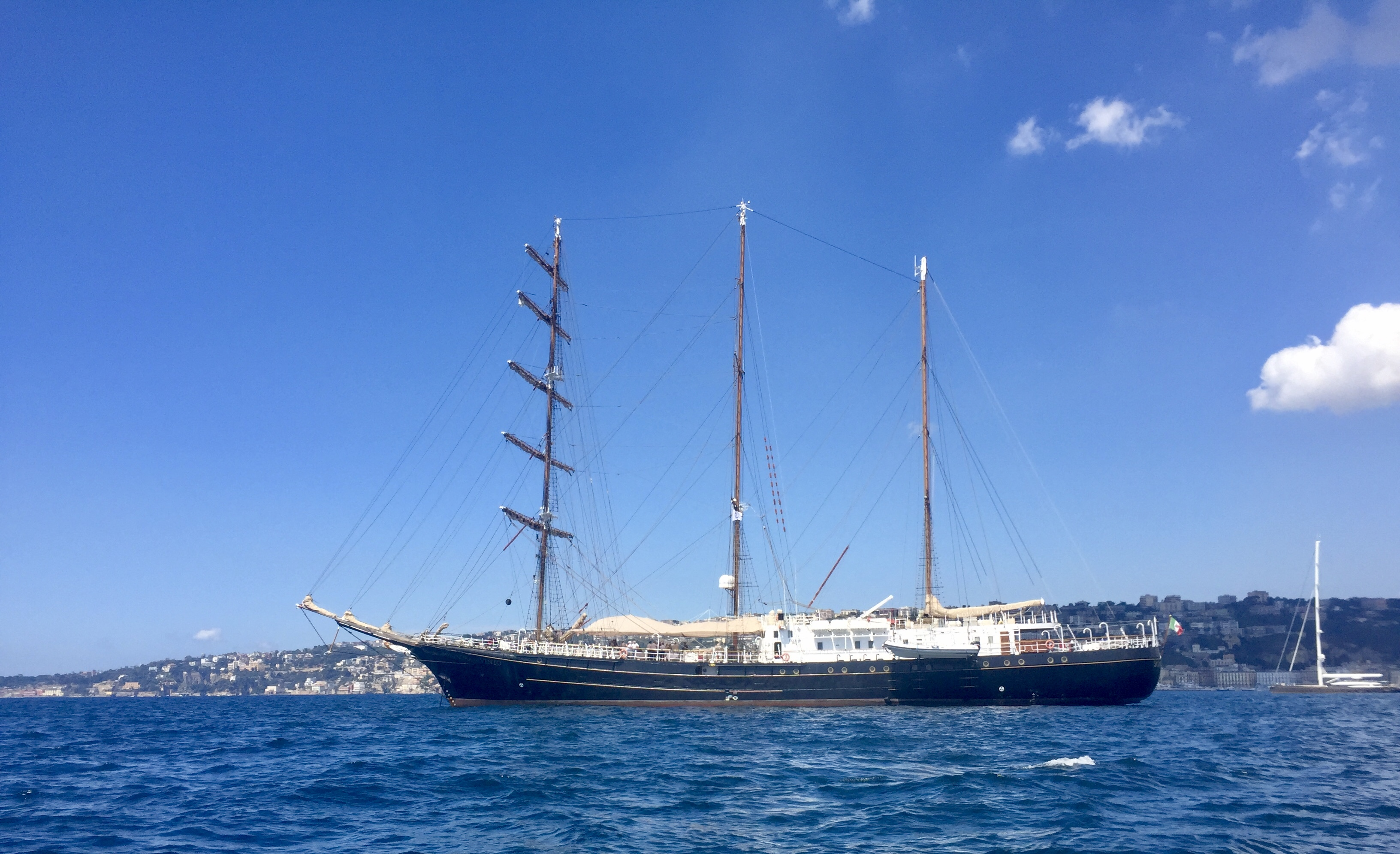
Signora del vento, golfo di Napoli (2017)

La Signora del Vento est un récent trois-mâts goélette italien de croisière de la S.I.N. (Società Italiana di Navigazione). Son port d'attache est Rome. Son numéro IMO est 5133589.

## Histoire
C'est un ancien chalutier usine construit au chantier naval polonais de Gdańsk en 1962. Il a d'abord servi en mer du nord. En 1990 il est transformé en voilier-école.
En 2006 la Società Italiana di Navigazione le rachète pour en faire un voilier de croisière moderne. Ce voilier-chater, basé en Méditerranée, navigue essentiellement le long des côtes italiennes ainsi que vers les îles de Capri, de Corse, de Sardaigne, de Sicile et de l'Île d'Elbe.
Il peut transporter 54 passagers en croisière dans les 25 cabines  qu'il possède.
Il peut aussi être loué pour des réceptions. Le pont supérieur peut recevoir jusqu'à 300 invités et le restaurant intérieur offre jusqu'à 120 places.
Ce voilier dispose de la qualification de «Special Purpose Ship» pour l’entrainement à la navigation à la voile au niveau mondial.